# Ильин, Вячеслав Анатольевич
Вячеслав Анатольевич Ильин (род. 11.04.1952) — российский учёный, доктор физико-математических наук.
Окончил физический факультет МГУ (1975) и аспирантуру (1978).
С 1978 г работает в НИИЯФ (с 2013 по совместительству), ведущий научный сотрудник, зав. Лабораторией аналитических вычислений в физике высоких энергий ОТФВЭ (1990), заместитель директора института (1998).
В 1980 г. защитил кандидатскую, в 1997 докторскую диссертацию на тему «Теоретический анализ процессов столкновения элементарных частиц при высоких энергиях и разработка программных средств для его автоматизации».
С 1980 г. преподавал на Отделении ядерной физики физфака МГУ на кафедре физики высоких энергий читал спецкурсы по математическим проблемам квантовой механики, затем по квантовой теории поля, на кафедре физики элементарных частиц спецкурс по диаграмматике Фейнмана.
С 2013 г. начальник Отделения математического моделирования и информационных технологий НИЦ «Курчатовский институт».
С 2013 г. заведующий кафедрой информатики и вычислительных сетей факультета НБИК МФТИ.
Автор более 100 научных публикаций, 3 учебных пособий. Список публикаций: https://istina.msu.ru/profile/IlyinVA/